# José Nunes da Silveira
José Nunes da Silveira (Madalena do Pico, 24 de junho de 1754 - Lisboa, 16 de junho de 1833) foi um importante negociante de grosso trato, marinheiro e político liberal. Se destacou como membro da Junta Provisória do Supremo Governo do Reino, pós Revolução Liberal do Porto, em 24 de agosto de 1820

## Biografia

### Primeiros anos
J. G. Reis Leite José Nunes da Silveira nasceu em 24 de junho de 1754. Era filho de José Nunes e Rita Clara de Jesus Goulart, pertencente a uma família sem posses na ilha do Pico, nos Açores. Nunes da Silveira empregou-se na marinha. Aos poucos foi subindo na hierarquia, chegando ao cargo de piloto e posteriormente capitão.

### Comércio
Nunes da Silveira se consolidou como negociante envolvendo-se com o comércio de grosso trato. Sua primeira embarcação de carreira (na rota de Lisboa à Macau) foi como co-propriedade, conjuntamente a José Inácio de Andrade. Aos poucos foi adquirindo mais embarcações. Em 1818 comprou as brigues Delfim e Golfinhos, também era proprietário do bergatim São Felipe Neri, e das galeras Nova Aliança, Correio da Ásia e Carolina, para viagens ao Oriente, e das escunas Voadora, Circe, Andorrinha, Ligeira para viagens entre Portugal e Açores / Madeira / Canárias.

### Política
Tornou-se ativo na política antes, durante e depois da Revolução do Porto, em 1820. Foi um dos doze membros da Junta Provisional do Governo Supremo do Reino, que foi instituída em substituição do conselho de Regência. Foi ainda membro da Junta Preparatória das Cortes, embora não tenha ingressado nas Cortes posteriormente, devido, sobretudo, à sua situação física. 

### Doença e morte
Sofreu, no alvorecer da década de 20 um ataque apoplético (AVC - Acidente Vascular Cerebral), ficando meio paralítico até a sua morte. Faleceu na capital Lisboa, em 1833, pouco antes do fim do conflito Miguelista. Morreu solteiro, mas possuía filhos reconhecidos, no total 5: Lino da Silveira, José Silveira, Capitolina Nunes da Silveira e Francisco da Silveira, esses filhos de Umbelina Xavier de Carvalho, e Joaquim Nunes da Silveira, filho de Rita Clara Pereira.